# Valerija Kelava
Valerija Kelava, slovenska manekenka, fotomodel in podjetnica, * 1990
Leta 2011 je bila na 26., leta 2013 pa na 35. mestu lestvice Top 50 spletne strani models.com.
Kot model je začela delati v osnovni šoli. Preboj je doživela leta 2009, ko je odprla revijo Christopherja Kanea v Londonu. Delala je s fotografi, kot sta Steven Meisel in Paolo Roversi.
S partnerjem, kreatorjem Urošom Belantičem, vodi blagovno znamko plesnih oblačil Just A Corpse, izdelanih v Sloveniji. Navdihnilo jo je Belantičevo izdelovanje kostumov za baletne in plesne predstave.

## Delo
Nastopila je v kampanjah za znamke Versace, Givenchy, Jimmy Choo, Missoni, Cerruti, Prada, Givenchy, Burberry Blue Label in Jill Sander Navy.
Nastopila je na modnih revijah za znamke, kot so Givenchy, Helmut Lang, The Row, Jil Sander, Missoni, Valentino, Victoria Beckham, Etam Lingerie, Prada, Emilio Pucci, Chanel, Sonia Rykiel, Roberto Cavalli, MiuMiu, Balenciaga, Dries Van Noten, Marni, Gucci, Emanuel Ungaro, Maison Martin Margiela, Rodarte, Hermès, Versace, Versus, Carolina Herrera, Jason Wu, Vera Wang, Haider Ackermann, Burberry Prorsum, Narciso Rodriguez in Acne Studios.
Bila je na naslovnicah revij Vogue Italia Elle France, Vogue Portugal, Numero Tokyo, L’Officiel Mexico, Twin Magazine, Zoo in W Korea.
Pojavila se je v editorialih revij Lui, Numéro Tokyo, Vogue Russia, Vogue Italia, Vogue Spain, Vogue Turkey, Dazed & Confused, Vogue Germany, US Elle in i-D.

## Zasebno
Odraščala je v Ljubljani. Hodila je na srednjo šolo za oblikovanje in fotografijo v Ljubljani.
Za postavo skrbi s plesom in jogo.

## Profil
- Višina 177 centimetrov
- Barva las rjava
- Barva oči modro-zelena

Vir

## Agencije
- Profil na New York Model Management (New York)
- Profil na Oui Management (Pariz)
- Profil na Monster Management (Milano)
- Profil na Tess Management (London)
- Profil na View Model Management (Španija)
- Profil na Le Management (Kopenhagen)
- Profil na Modelwerk (Hamburg)